# NGC 4842
NGC 4842 besteht aus zwei Einzelgalaxien; NGC 4842 A (auch NGC 4842–1) ist eine 14,0 mag helle elliptische Galaxie vom Hubble-Typ E0; NGC 4842 B (auch NGC 4842–2) eine 15,1 mag helle elliptische Galaxie vom Hubble-Typ E3. Beide Galaxien bilden eine gravitationelle Doppelgalaxie im Sternbild Haar der Berenike und sind etwa 335 Millionen Lichtjahre von der Milchstraße entfernt.
Sie wurden am 24. April 1865 von Heinrich Louis d’Arrest entdeckt.